# استارفیلد
استارفیلد (به انگلیسی: Starfield) یک بازی ویدئویی به سبک نقش‌آفرینی اکشن است که در فضا جریان دارد و توسط بتزدا گیم استودیوز توسعه یافته و به‌وسیلهٔ بتزدا سافت‌ورکز در ۶ سپتامبر ۲۰۲۳ برای سکوهای مایکروسافت ویندوز و ایکس‌باکس سری اکس/اس منتشر شد. این بازی برای اولین بار در ای۳ ۲۰۱۸ معرفی شد.
استارفیلد در تاریخ ۲۲ شهریور ۱۴۰۲ منتشر شد و توانست با نقدهای عموماً مثبت منتقدان روبرو شود در بهمن ۱۴۰۲ شایعه شد که این بازی قرار است برای پلی‌استیشن ۵ نیز عرضه شود که در طی پادکست‌های ایکس باکس این خبر رد شد.

## گیم پلی
در ابتدای بازی، بازیکنان می‌توانند شخصیت قابل بازی را شخصی‌سازی کرده و مهارت‌ها و توانایی‌های او را انتخاب کند. هر توانایی شاملِ برخی از ویژگی‌های تأثیرگذار در بازی است که بازیکنان بسته‌به سلیقه می‌توانند هر کدام را انتخاب کنند.
بازیکنان می‌توانند بسته به‌میل خود ظاهر، موتور، قدرت، سرعت و… سفینه خود را ارتقاء داده و از آن استفاده کنند. وقتی که بازیکنان بین سیاره‌ها جابه‌جا می‌شوند، احتمال حملات میان‌سیاره‌ای بسیار است و بازیکنان باید با دقت با آنان مبارزه کنند. بازیکنان تواناییِ شلیک موشک، اژدر و استفاده از سلاح‌های مختلف در مبارزه را نیز دارند.
بازیکنان می‌توانند از سیستم‌های سیاره‌ای بازی در هر قسمتی که قصد دارند فرود آیند که یکی از آن‌ها، نیوآتلانتیس، پایتخت یکی از سیاره‌های بازی و مقر صورت‌فلکی‌ها است، و در سیاره‌های مختلف به معدن‌کاری پرداخته و منابعی چون آهن را استخراج و از آن، در ارتقای وسایل خود استفاده کنند. آن‌ها می‌توانند در قسمتی که می‌خواهند به ساختِ پناهگاه‌های مختلف بپردازند که امکان انجام برخی از فعالیت‌ها در آن وجود دارد. در سیارات مختلف، موجوداتی وجود دارند که ممکن است به بازیکنان آسیب برسانند و می‌توان آن‌ها را با نشانه روی سلاح تهدید و در صورت حمله، آن‌ها را مورد هدف گلوله قرار داد. مراحل مختلفی در بازی وجود دارند که می‌توان با وارد شدن به مناطق مختلف، آن‌ها را فعال کرد که احتمالاً برخی از آن‌ها توسط هوش مصنوعی ساخته شده‌اند.
بازیکنان با ورود به مناطق جدید، می‌توانند سطح‌دانایی خود نسبت به آن سیاره را ارتقاء دهند و می‌توانند با جست‌وجوی دقیق، معماها و اسرار زیادی را کشف کنند.
یک ربات در طول بازی، بازیکن را دنبال می‌کند که می‌تواند برخی از مناطق و جزئیات یک سیاره را برای بازیکن شرح دهد. این ربات در همهٔ نقاط بازی، بازیکن را دنبال می‌کند و به او کمک خواهد کرد.
در صورت شلیک به یک موجود، نواری در بالای او نمایان می‌شود که سطح سلامتی او را نشان خواهد می‌دهد. بازیکنان امکان پرواز کوتاه‌مدت با یک جت پک را خواهند داشت و می‌توانند بازی را در دو حالت اول شخص و سوم شخص تجربه کنند. بازیکنان با گردش در مناطق مختلف به اسنادی دست می‌یابند یا می‌توانند تجهیزات و وسایل مختلفی را غارت کنند که باید جعبهٔ آن‌ها را بسته به یک سطح، باز کرد.

## توسعه و انتشار
بتسدا گیم استودیوز قصد داشت عنوانی علمی-تخیلی با پس‌زمینهٔ فضایی توسعه دهد که تاد هاوارد آن را «تجربهٔ اسکایریم در فضا» توصیف می‌کند. توسعهٔ بازی در سال ۲۰۱۵ آغاز شد و تقریباً در اواسط سال ۲۰۱۸ قابل‌بازی شده‌بود. زمانی که بتسدا رسماً از بازی در ای۳ ۲۰۱۸ پرده‌برداشت و در کنفرانس ایکس‌باکس/بتزدا سال ۲۰۲۱ از ویدئوی ویرایش‌نشدهٔ موتور بازی رونمایی و در کنفرانس سال ۲۰۲۲ رسماً از گیم‌پلی رونمایی کرد.
بتسدا توسعهٔ نسخهٔ پلی‌استیشن ۵ را در دستور کار خود قرار داده‌بود که پس از قرارداد ۷٫۸ میلیارد دلاری این شرکت با مایکروسافت، لغو شد. این بازی به‌صورت انحصاری برای ایکس‌باکس سری‌اکس/سری‌اس و مایکروسافت ویندوز توسعه می‌یابد.
بتسدا پس از تأخیر بازی تا سال ۲۰۲۳، در زمستان امسال اعلام کرد که مراحل توسعهٔ بازی به‌خوبی توسط موتور خلق ۲ طی می‌شود و در ۶ سپتامبر ۲۰۲۳ (۲۲ شهریور ۱۴۰۲) منتشر خواهد شد؛ همچنین این عنوان از روز عرضه برروی اکس‌باکس گیم‌پس منتشر خواهد شد.

## خلاصه داستان
داستان بازی در سال ۲۳۳۰ و پس از جنگی به‌نام «جنگِ مستعمره» که دو جناح «مستعمره‌های متحد» و «اجتماع ستارهٔ آزاد» درآن نقش داشتند، رخ می‌دهد. پس از این جنگ، این دو جناحِ بزرگ از آرامش نه‌چندان آسانی بهره می‌برند و حال، ۲۰ سال پس از این جنگ، بازیکنان در نقشِ شخصیتی قابل شخصی‌سازی در گروه «صورت‌فلکی» که فضانوردانِِ علاقه‌مند به جست‌وجو و اکتشاف را تشکیل می‌دهد و در منطقه‌ای با فاصلهٔ ۵۰ سال نوری از منظومهٔ شمسی که بیش از ۱۰۰۰ سیستم سیاره‌ای را می‌سازد، بازی می‌کنند.